# Bruno Baptista

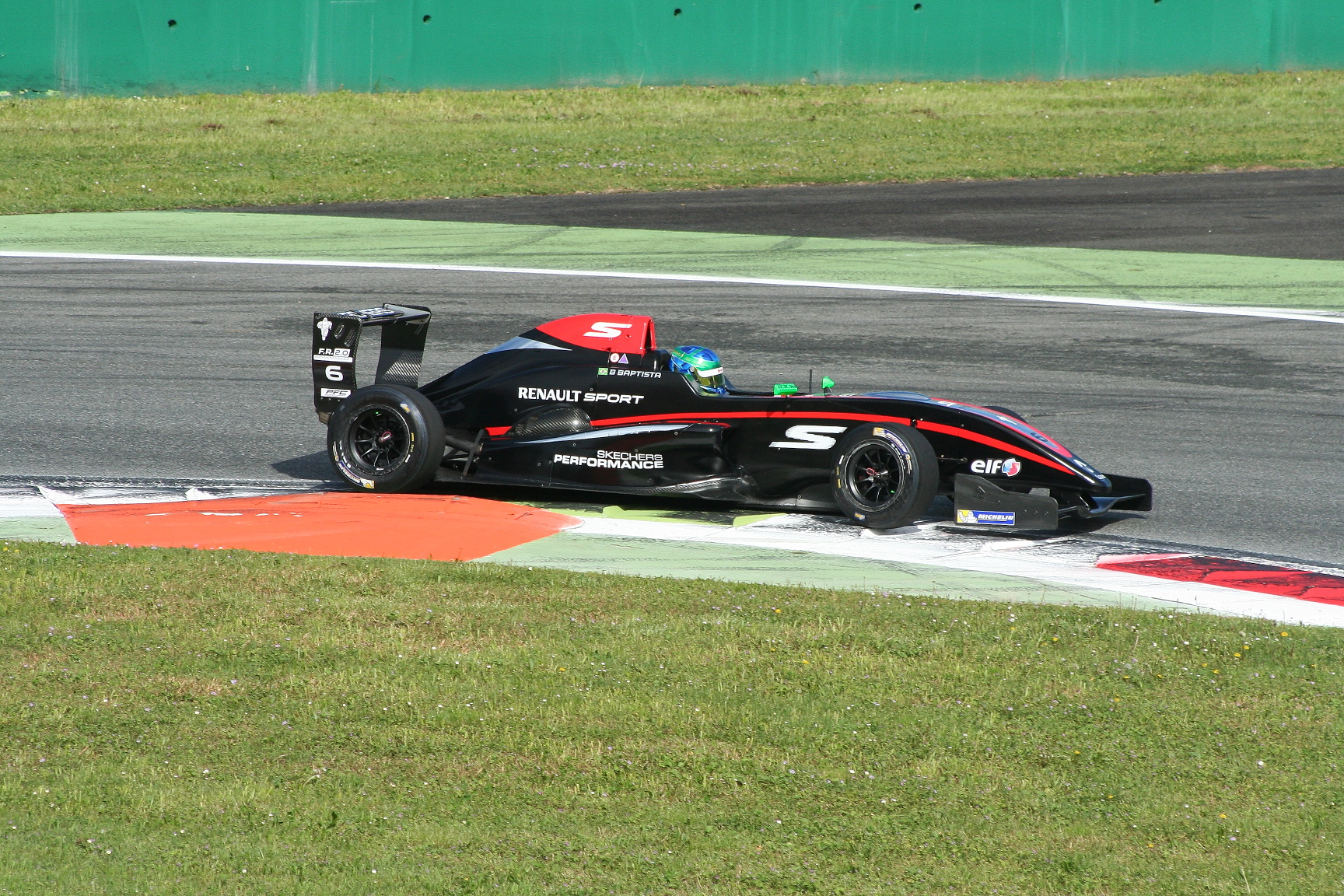
Bruno Baptista 2016 bei einem Rennen der Formel 4

Bruno Baptista (* 24. März 1997) ist ein brasilianischer Automobilrennfahrer. Er startete 2017 in der GP3-Serie.

## Karriere
Baptista begann seine Motorsportkarriere im Kartsport, in dem er bis 2013 aktiv blieb. 2014 wechselte Baptista in den Formelsport und trat in der südamerikanischen Formel-4-Meisterschaft an. Er gewann vier Rennen und stand nur zweimal nicht auf dem Podium. Die Meisterschaft entschied er mit 352 zu 264 Punkten vor Felipe Ortiz für sich.
2015 wechselte Baptista nach Europa zu Koiranen GP in die alpine Formel Renault. Er beendete die Saison auf dem 13. Gesamtrang. Darüber hinaus nahm er für Koiranen GP und Inter Europol an mehreren Rennen der nordeuropäischen Formel Renault teil und er absolvierte für Koiranen GP und MP Motorsport mehrere Gaststarts im Formel Renault 2.0 Eurocup. Anfang 2016 ging Baptista für Victory Motor Racing in der Toyota Racing Series in Neuseeland an den Start. Er wurde Gesamtelfter. Anschließend fuhr Baptista für Fortec Motorsports in Europa. Er erreichte den 14. Platz im Formel Renault 2.0 Eurocup und den 17. Platz in der nordeuropäischen Formel Renault.
2017 erhielt Baptista bei DAMS ein Cockpit für die GP3-Serie.

## Statistik

### Karrierestationen
| - bis 2013: Kartsport - 2014: Südamerikanische Formel 4 (Meister) - 2015: Alpine Formel Renault (Platz 13) | - 2015: Nordeuropäische Formel Renault (Platz 24) - 2016: Toyota Racing Series (Platz 11) - 2016: Formel Renault 2.0 Eurocup (Platz 14) | - 2016: Nordeuropäische Formel Renault (Platz 17) - 2017: GP3-Serie (Platz 20) |

### Einzelergebnisse in der GP3-Serie
| Jahr | Team | 1   | 2   | 3   | 4   | 5   | 6   | 7   | 8   | 9   | 10  | 11  | 12  | 13  | 14  | 15  | 16  | Punkte | Rang |
| ---- | ---- | --- | --- | --- | --- | --- | --- | --- | --- | --- | --- | --- | --- | --- | --- | --- | --- | ------ | ---- |
| 2017 | DAMS | ESP | ESP | AUT | AUT | GBR | GBR | HUN | HUN | BEL | BEL | ITA | ITA | ESP | ESP | UAE | UAE | 3      | 20.  |
| 2017 | DAMS | 16  | 13  | 14  | DNF | 15  | 14  | 10  | DNF | DNF | 16  | 10  | C   | 16  | 13  | 10  | 9   | 3      | 20.  |